# Hylaeus hungaricus
Hylaeus hungaricus är en biart som först beskrevs av Johann Dietrich Alfken 1905.  Hylaeus hungaricus ingår i släktet citronbin, och familjen korttungebin. Inga underarter finns listade i Catalogue of Life.